# Лазар Гавриловић воденичар
„Лазар Гавриловић воденичар” је југословенски кратки ТВ филм из 1979. године. Режирао га је Арсеније Јовановић а сценарио је написао Бранко В. Радичевић

## Улоге
| Глумац     | Улога |
| ---------- | ----- |
| Петар Краљ |       |